# مانويل سالبادور سيرا
مانويل سالبادور سيرا (بالإسبانية: Manuel Salvador Serra)‏ هو لاعب كرة قدم إسباني، ولد في 27 نوفمبر 1963. لعب مع نادي ليفانتي.